# ثيلما س. سوين
ثيلما س. سوين (بالإنجليزية: Thelma C. Swain)‏ هي فاعلة خير أمريكية، ولدت في 22 نوفمبر 1908 في تشيلسي في الولايات المتحدة، وتوفيت في 19 أبريل 2008 في هلوويل في الولايات المتحدة.